# مارجريت راي
مارجريت راي (16 مايو 1906-21 ديسمبر 1996) كانت كاتبة ورسامة أمريكية ألمانية المولد، اشتهرت بسلسلة جورج الفضولي من كتب الأطفال المصورة التي أنشأتها هي وزوجها هانز راي من عام 1939 حتى عام 1966.

## حياتها
ولدت مارجريت إليزابيث والدشتاين في 16 مايو 1906 في هامبورغ، الإمبراطورية الألمانية، وهي ابنة جيرترود (روزنفيلد) وفيليكس والدستين. كان والدها عضوا في الرايخستاغ. درست الفن في باوهاوس في ديساو، أكاديمية دوسلدورف، وجامعة ميونيخ بين عامي 1926 و1928 وعملت بعد ذلك في مجال الإعلان. في عام 1935 غادرت ألمانيا متوجهة إلى ريو دي جانيرو في البرازيل هرباً من النازية (ألمانيا النازية)- ولمقابلة هانز ريرسباخ، بائع ويهودي ألماني آخر من هامبورغ، كان صديقاً للعائلة. تزوجا عام 1935 وانتقلا إلى باريس، فرنسا، عام 1936.
أثناء وجوده في باريس، لفتت رسومات هانز الحيوانية انتباه ناشر فرنسي، كلفه بكتابة كتاب للأطفال. النتيجة الزرافة سيلسي والقرود التسعة، لا يتم تذكرها كثيراً اليوم، لكن أحد شخصياتها، وهو قرد شقي رائع يدعى جورج الفضولي، كان نجاحاً كبيراً لدرجة أن الزوجين فكروا في كتابة كتاب عنه. توقف عملهم مع اندلاع الحرب العالمية الثانية. كيهود قرروا الفرار من باريس قبل أن يستولى النازيون على المدينة. حصل هانز دراجتين، وفروا من باريس قبل ساعات قليلة من سقوطها. من بين الممتلكات الضئيلة التي جلبوها معهم كانت المخطوطة المصورة لجورج الفضولي.

جلبتهم رحلة إلى الحدود الفرنسية الإسبانية للدخول إلى إسبانيا، حيث اشتروا تذاكر القطار إلى لشبونة في البرتغال. من هناك عادوا إلى البرازيل، حيث التقوا قبل ذلك بخمس سنوات، لكن هذه المرة استمروا في زيارة مدينة نيويورك في الولايات المتحدة. تم نشر الكتب من قبل هوتون ميفلين في عام 1941، على الرغم من أنه كان لا بد من إدخال بعض التغييرات بسبب التكنولوجيا في ذلك الوقت. خطط هانز ومارجريت في الأصل لاستخدام الألوان المائية لتوضيح الكتب، ولكن نظراً لأنهما كانا مسؤولين عن فصل الألوان، فقد قام بتغييرها إلى الصور الشبيهة بالرسوم المتحركة التي لا تزال تظهر في كل كتاب. تم إصدار طبعة لهواة الجمع بالألوان المائية الأصلية في عام 1998.

حقق جورج الفضولي نجاحاً فورياً، وتم تكليف عائلة راي بكتابة المزيد من مغامرات القرد المشاغب وصديقه، الرجل ذو القبعة الصفراء. كتبوا سبع قصص إجمالاً، حيث قام هانز بشكل أساسي بالرسوم التوضيحية وعملت مارجريت في الغالب على القصص، على الرغم من أنهما اعترفا بمشاركة العمل والتعاون بشكل كامل في كل مرحلة من مراحل التطوير. لكن في البداية تم حذف اسم مارجريت من الغلاف، ظاهرياً بسبب وجود وفرة من النساء اللائي يكتبن بالفعل قصصاً للأطفال. في الإصدارات اللاحقة تم تصحيح ذلك وحصلت مارجريت الآن على التقدير الكامل لدورها في تطوير القصص.
انتقلت مارجريت وزوجها إلى كامبريدج، ماساتشوستس، في عام 1963، في منزل قريب من ميدان هارفارد. بعد وفاة زوجها في عام 1977، واصلت مارجريت الكتابة، وفي عام 1979 أصبحت أستاذة للكتابة الإبداعية في جامعة برانديز في والثام، ماساتشوستس. منذ عام 1980 تعاونت مع آلان شليك في سلسلة من الأفلام القصيرة التي ظهر فيها جورج الفضولي وعلى أكثر من عشرين كتاباً إضافياً.
في عام 1989، أنشأت مارجريت راي مؤسسة جوروج الفضولي لمساعدة الأطفال المبدعين ومنع القسوة على الحيوانات. في عام 1996 قدمت تبرعات كبيرة لمكتبة بوسطن العامة ومركز بيث إسرائيل ديكونيس الطبي. كانت أيضاً داعمة منذ فترة طويلة لمدرسة لونجي للموسيقى.
توفيت راي بنوبة قلبية في 21 ديسمبر 1996 في كامبريدج، ماساتشوستس.

## أوراق مجمعة
تحتوي مجموعة دي جروموند لأدب الأطفال في هاتيسبرج، ميسيسيبي، على أكثر من 300 صندوقًا من أوراق راي المؤرخة من 1973 إلى 2002.
اتصلت الدكتورة لينا جروماندو، الأستاذة في مجال علم المكتبات بجامعة جنوب المسيسيبي، بآل رياي في عام 1966 حول مجموعة أدب الأطفال الجديدة الخاصة بجامعة العلوم الماليزية. تبرع هانز ومارجريت بزوج من الرسومات في ذلك الوقت. عندما توفيت مارجريت راي في عام 1996، قررت أن يتم التبرع بكامل التركة الأدبية لعائلة راي إلى مجموعة دي جروموند.

## روابط خارجية
- Margret Rey في قاعدة بيانات الأفلام على الإنترنت.